# Thomas Penny
Thomas Penny (Lancashire, 1532 – 1589 januárja) brit orvos, pap, botanikus és entomológus. Angliában a zoológia és az entomológia úttörője.

## Életpályája
A Cambridge-i Egyetemhez tartozó Queens College-ban tanult teológiát. 1553-ban a Trinity College főnöke lett. Mint sok diákja, úgy tűnik, ő is csatlakozott a puritanizmushoz Cambridge-ben. 
Később elhagyta egyházi karrierjét, hogy magát az orvoslásnak és természettudománynak szentelje. Mielőtt az entomológia felé fordult, tanulmányozni kezdte a botanikát. Több hosszú utat tett meg a kontinensen, és 1565-ben, röviddel annak halála előtt Bázelben találkozott Conrad Gessnerrel. 1566-ban orvosi tanulmányokat folytatott Montpellier-ben, és látogatást tett Orléans-ban, Párizsban, Genfben és Heidelbergben is. Angliába való visszatérése után az Orvosok Kollégiuma eredetileg megtagadta a felvételét, de aztán Londonban gyakorolta az orvosi hivatást is.
Nem maradtak fent könyvei, kéziratainak holléte ismeretlen. Munkásságáról való ismereteink mindenekelőtt más művek idézeteiből származnak, amelyeket kézirataiból vettek. Biológusként  kortársai nagy becsben tartották.
Szintén társszerzője volt Thomas Muffet Insectorum, sive, Minimorum animalium theatrumának, amely 1634-ben, Muffet halála után jelent meg. Muffet említi Edward Wottont és Conrad Gessnert is. Penny 500 rajzát főként a British Library könyvei tették közzé. Muffet barátja lett, aki halála után ráhagyta a rovarokra vonatkozó kéziratát, és Muffet később megjelent könyvét is nagyrészt Penny írta. Muffet valószínűleg nem engedhette meg magának a nyomtatási költségeket. 1604-ben halt meg, és özvegye eladta a kéziratokat Mayerne királyi orvosnak, aki azt csak 1634-ben adta nyomdába.
A fentieken kívül Charles de L’Écluse-től származó növényábrázolásokat készített a Stirpium nomenclator pannonicus számára.